# Syndrome cannabinoïde
Hyperémèse cannabique
Le syndrome cannabinoïde (ou syndrome d'hyperémèse cannabique ou syndrome d'hyperémèse cannabinoïde en traduction de l'anglais : cannabinoid hyperemesis syndrome) est un symptôme digestif d'intoxication par le cannabis, défini chez les consommateurs hebdomadaires à chroniques de cannabis par des épisodes récurrents de douleurs abdominales, nausées et vomissements, sans trouble anormal du transit. Il n'y a pas de traitement médicamenteux, mais des douches chaudes soulagent le patient. La guérison définitive passe par le sevrage.

## Histoire médicale
La première description médicale a été faite en 2004 en Australie par Allen JH. et al.. 
En France, les premiers cas n’ont été décrits qu’en 2013.
Il est possible que ce syndrome ait été ignoré auparavant, ou qu'il soit, en tout ou partie lié à des changements de pratique des consommateurs et/ou au fait que depuis la diffusion du cannabis dans le monde, dans les années 1960/1970 le cannabis mis sur le marché est de plus en plus chargé en substances psychoactives (notamment durant les années 1990 à 2010), avec un taux de THC dans le cannabis « multiplié par 6 en une trentaine d’années, tandis que de nouveaux modes de consommation (pipe à eau, nébuliseurs, huile de cannabis, e-cigarette) assurent une cession décuplée du THC à l’organisme. Le THC se stocke intensément dans les graisses de l’organisme ; de là l’exceptionnelle persistance de ses effets, qui perdurent près d’une semaine et qui après de nombreux joints s’étendent sur plus de 2 mois ».

## Diagnostic du SHC
Il repose uniquement sur les symptômes cliniques (il ne dépend pas d’examens complémentaires). Il doit être évoqué aux urgences chez tout adulte jeune ou adolescent présentant des vomissements incoercibles. Le médecin doit alors l’interroger sur une consommation chronique de cannabis, critère indispensable au diagnostic.

## Traitement
Un moyen efficace pour soulager les douleurs abdominales intenses consiste à prendre des douches chaudes ou des bains chauds. Il reste que le seul véritable traitement du SHC est le sevrage complet et définitif de cannabis. L’ondansétron peut être efficace. L’halopéridol est aussi utilisé.

## Critères pour le diagnostic de syndrome cannabinoïde
En 2009, aux États-Unis, Sontineni SP. et al. ont proposé des critères cliniques de diagnostic, confirmés en 2012 par une revue de la littérature menée par Simonetto DA. et al. portant sur 98 sujets. En 2013, une série française fut rapportée à Marseille par Fabries P. et al. .
Des critères diagnostiques ont été proposés :
| Essentiel | Consommation chronique de cannabis |
| Majeurs   | Nausées et vomissements récurrents Guérison des symptômes à l'arrêt de la consommation de cannabis Amélioration des symptômes par des douches et bains d'eau chaude Douleurs abdominales, épigastriques ou péri-ombilicales intenses Utilisation hebdomadaire de cannabis |
| Mineurs   | Normalité des examens biologiques, radiographiques et endoscopiques Âge inférieur à 50 ans Amaigrissement supérieur à 5 kg Prédominance matinale des symptômes Absence de troubles du transit                                                                             |

## Information des professionnels de santé
Un document a été rédigé pour les professionnels de santé .